# 達官営駅
達官営駅（たっかんえいえき）は北京市西城区に位置する北京地下鉄7号線の駅である。2014年12月28日に開業した。

## 駅構造

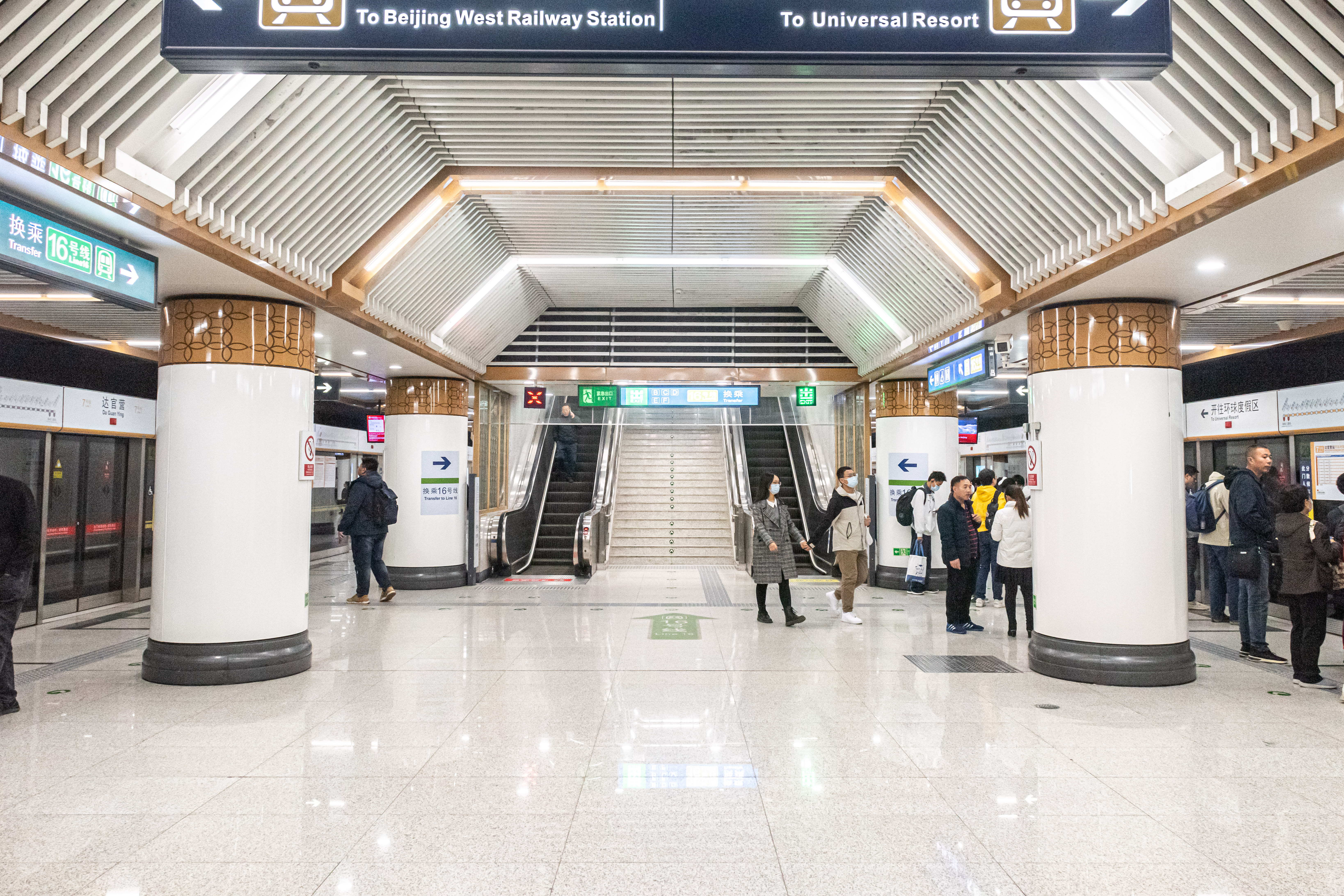
7号線ホーム

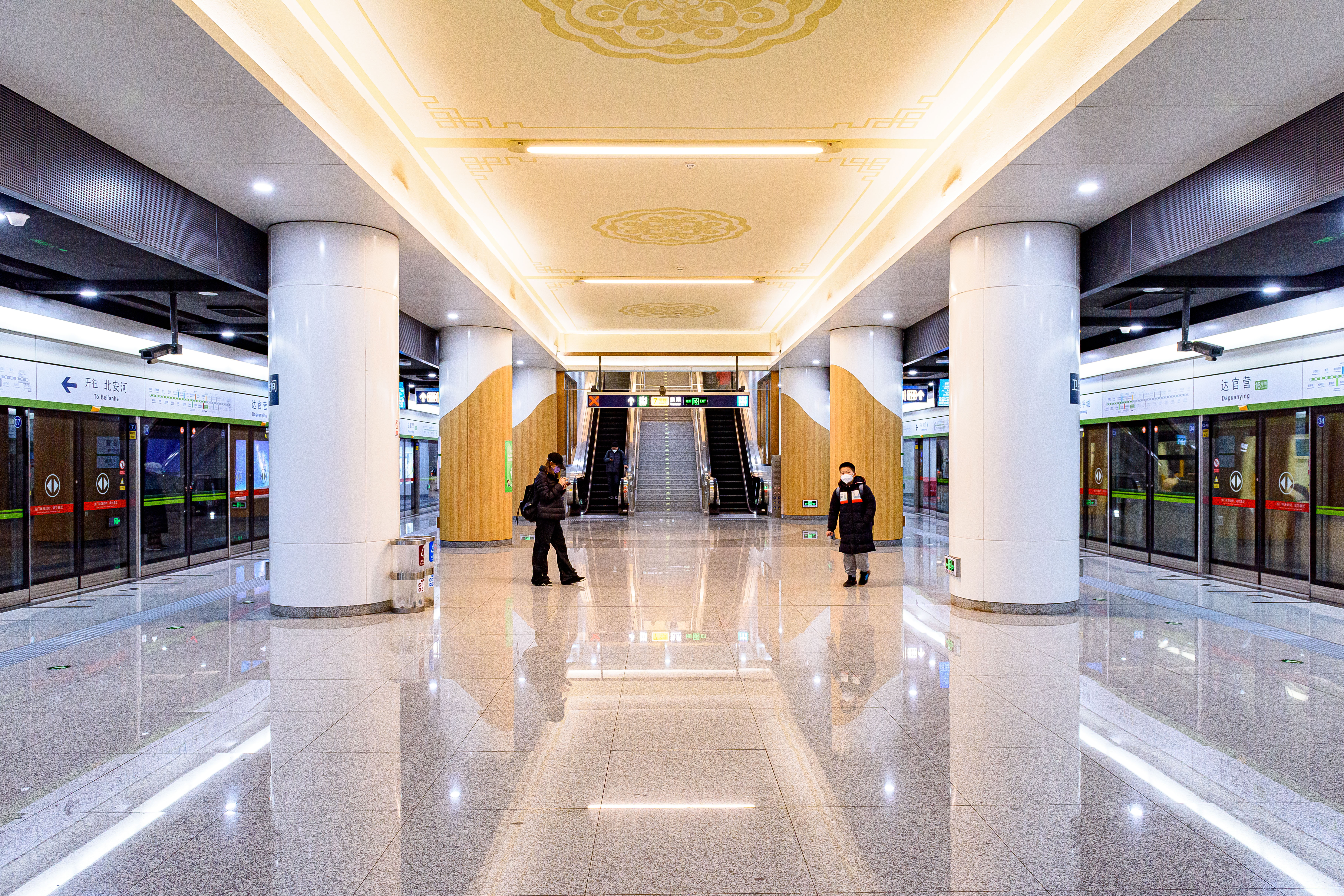
16号線ホーム

島式ホーム1面2線の地下駅、出口は5ヶ所である。
| G         | 地上                         | 出入口                                    |
| B1        | 大堂                         | 改札口、駅事務所                          |
| B2 ホーム | ■西行き                      | ← ■7号線北京西駅方面 （湾子駅）           |
| B2 ホーム | 島式ホーム、左側のドアが開く |                                           |
| B2 ホーム | ■東行き                      | → ■7号線環球度假区駅方面 （広安門内駅） → |
| B3 ホーム | ■北行き                      | ← ■16号線北安河駅方面 （木樨地駅）        |
| B3 ホーム | 島式ホーム、左側のドアが開く |                                           |
| B3 ホーム | ■南行き                      | → ■16号線楡樹荘駅方面 （紅蓮南路駅） →    |

## 駅周辺
- 天虹商場
- 華聯商厦
- 北京市第十四高校
- 中国国家話劇院（中国語版）

## 歴史
- 2014年12月28日 - 7号線が開業。
- 2022年12月31日 - 16号線が開業。

## 隣の駅
北京地下鉄
■7号線
湾子駅 - 達官営駅 - 広安門内駅
■16号線
木樨地駅 - 達官営駅 - 紅蓮南路駅